# Fitore Aliu
Fitore Aliu (* 11. Oktober 1999) ist eine kosovarische Handballspielerin, die dem Kader der kosovarischen Nationalmannschaft angehört.

## Karriere
Fitore Aliu begann das Handballspielen im Alter von fünf oder sechs Jahren. In der D-Jugend spielte die Linkshänderin im Tor. Ab dem Jahre 2014 lief die Außenspielerin für die SG Kappelwindeck/Steinbach auf. In der Saison 2015/16 stieg sie mit der Damenmannschaft in die Oberliga Baden-Württemberg auf. Mit der SG Kappelwindeck/Steinbach stieg sie 2018 in die 3. Liga auf. Im Sommer 2024 wechselte sie zum Schweizer Verein HSC Kreuzlingen.
Aliu läuft für die kosovarische Nationalmannschaft auf. In der Qualifikation zur Europameisterschaft 2018 erzielte sie 14 Treffer.